# Dingslebener Bilderbogen
Dingslebener Bilderbogen ist ein Kurzdokumentarfilm von Hansjürgen Ender von 1978.

## Inhalt
Der Film beschreibt die maschinelle Schlachtung und Tierverarbeitung im südthüringischen Dorf Dingsleben. Er beginnt wie ein modernes Märchen und endet wie eine Folge der beliebten Unterhaltungssendung Außenseiter – Spitzenreiter, mit ironischen Brechungen.

## Hintergründe
Dingslebener Bilderbogen war der Abschlussfilm von Hansjürgen Ender an der Hochschule für Film und Fernsehen in Potsdam-Babelsberg, wo er vorher bereits Jugendmode gedreht hatte.
Er wurde in mehreren Zeitschriften besprochen und 1978 im DDR-Fernsehen gezeigt. 1979 war er bei den Westdeutschen Kurzfilmtagen in Oberhausen zu sehen.